# Chomelia albicaulis
Chomelia albicaulis är en måreväxtart som först beskrevs av Henry Hurd Rusby, och fick sitt nu gällande namn av Julian Alfred Steyermark. Chomelia albicaulis ingår i släktet Chomelia och familjen måreväxter.
Artens utbredningsområde är Bolivia. Inga underarter finns listade i Catalogue of Life.